# 石川度治
石川 度治（いしかわ たくじ、1909年12月20日 - 1993年5月8日）は、日本の企業経営者、出版人。愛知県出身。
元東京出版販売株式会社（現・株式会社トーハン）社長、会長。元日本出版取次協会会長、元全国出版協会理事長。

## 経歴
1936年、日本大学法学部卒業。
16歳の時、出版取次店の東京堂に入社。
1949年に東京出版販売（1992年にトーハンに社名変更）設立と同時に入社、1952年取締役。常務、専務、副社長を経て、1977年代表取締役社長。1984年から会長。のち顧問。その間、一般社団法人日本出版取次協会会長、公益社団法人全国出版協会理事長（1982年 - 1988年）も歴任した。
親族に元朝日新聞出版社長、会長、元週刊朝日編集長の青木康晋がいる。